# Apulija
Apúlija (italijansko Puglia [púlja], tudi Puglie [púlje]) je ena od dvajsetih dežel, ki sestavljajo Italijo. Meji na severu z deželo Molize, na zahodu s Kampanijo in Bazilikato, na jugu z Jonskim morjem in na vzhodu in severu z Jadranskim morjem. Deli se na šest pokrajin: Bari (41 občin), Barletta-Andria-Trani (10 občin), Brindisi (20 občin), Foggia (64 občin), Lecce (97 občin), Taranto (29 občin). Spadajo v Apulijo tudi Tremitsko otočje v Jadranskem morju in Otok sv. Andreja ter Keradsko otočje v Jonskem morju.

## Zemljepisna lega
Apulija je ravninska (53 %) in gričevnata (45 %) dežela. Edine gore so relativno skromne vzpetine Predapeninov (1151 m) in Garganskega polotoka (1145 m). Prav tako skromno je tudi vodno bogastvo. Edina večja reka je Ofanto in edino jezero s pitno vodo je Occhito, zaradi česar je vsa dežela večkrat v hudi stiski zaradi pomanjkanja vode.
Gričevnati predel, ki ne doseže 700 m nadmorske višine, se imenuje Murge (izg. Murdže), kar izhaja iz latinskega murex in pomeni ostro skalo. Področje je namreč izrazito kraško, z jamami (Castellana, Putignano) in drugimi kraškimi pojavi. V globini je prepredeno s podzemnimi vodami, a njih črpanje je mogoče le iz manjših stranskih žil, ki so dosegljive z vodnjaki. Zanimivo je, da se tod kraško polje imenuje pulo, kar domačini povezujejo z Apuli, prvotnimi prebivalci teh krajev.
Ravninski del Apulije se deli na tri manjše dele: nižina Tavoliere in kotlini mest Bari in Salento. Tavoliere je po Padski nižini največja italijanska ravnina, saj zajema preko 3000 km² površine. Geologi menijo, da gre za predzgodovinsko morsko dno. Danes je ozemlje intenzivno obdelano, a do nedavnega je bil to le ogromen zimski pašnik za drobnico, ki se je poleti selila v Apenine (tako imenovana transumanca). Obalna ravnina, v kateri leži mesto Bari, ni tako obširna, a je pomembna, saj je prav njena položna lega in lahka dostopnost pripomogla k razvoju mesta. Za mesto Bari predvidevajo, da se bo razširilo preko vse kotline, zato bo med prvimi italijanskimi metropolami. Salento je »peta Italije«, valovita planota, ki jo od treh strani obdaja morje. Razlikuje se od prejšnjih dveh predvsem po geološkem sestavu tal in po različni kulturni tradiciji prebivalstva.
Obala Apulije je daljša od obale katere koli druge celinske italijanske regije. Na severu se polotok Gargano razteza v Jadransko morje kot sperone (ostroga), medtem ko na jugu polotok Salento tvori tacco (peta) italijanskega škornja. Najvišji vrh v regiji je Monte Cornacchia (1152 m nadmorske višine) znotraj Daunskega gorovja, na severu ob Apeninih.
Je dom dveh narodnih parkov: narodni park Alta Murgia in narodni park Gargano.
Zunaj narodnih parkov na severu in zahodu je večina Apulije in zlasti polotok Salento geografsko ravna z le zmernimi griči.

### Podnebje
Podnebje je tipično sredozemsko z vročimi, suhimi in sončnimi poletji ter blagimi in deževnimi zimami. Sneženje, zlasti na obali, je redko, vendar se je pojavilo januarja 2019 (po snegu marca 2018 in januarja 2017). Apulija je poleti med najbolj vročimi in najbolj suhimi regijami v Italiji s temperaturami v Lecceju in Foggii, včasih tudi do 40 °C.
V obalnem pasu je podnebje sredozemsko, poletja so suha in vroča, zime pa deževne in vetrovne. V notranjosti je podnebje kontinentalno, posebno v Predapeninih in na Garganu so zime ostre in rado sneži. V severnih pokrajinah Apulije redko dežuje, ker se vlažni vetrovi, ki prihajajo iz vzhoda, izčrpajo že bolj na severu, na abruški obali, medtem ko vetrovi iz Atlantika oddajo vlago na zahodni obali Italije in se potem pojavijo v Apuliji že čisto suhi. Nasprotno pa samo nekoliko južnejši atlantski vetrovi. ki sicer tudi najprej dosežejo zahodno Italijo, ob prehodu Jonskega morja spet pridobijo dovolj vlage, da prinašajo zadostno količino padavin južnim pokrajinam Apulije.

## Geologija
Z geološkega vidika je Apulija sestavljena iz skoraj 80 % apnenčastih in dolomitnih kamnin v vseh njihovih vrstah. V srednji in spodnji juri, v geološkem delu, ki bo kasneje postal Puglia, so bili otoki in grebeni, potopljeni z oceanom Tetida in epikontinentalnimi morji, ki so nastala drobljenje Pangee: s postopnim odlaganjem školjk na morsko dno morskih mikroorganizmov, ki so jih tvorili z odstranjevanjem kalcijevega karbonata (CaCO3) iz vode, je nastala plast sedimentnega apnenca in dolomitskih kamnin, pogosto debela več sto metrov. Tako debele plasti se lahko tvorijo ne le v času trajanja procesa sedimentacije, približno 125 milijonov let, ampak tudi zaradi njihovega postopnega posedanja.
V obdobju krede je bil velik del Apulije nad morsko gladino, čeprav je bila regija videti kot arhipelag. V tem obdobju se začnejo prvi kraški pojavi. V paleocenu je vrsta subvulkanskih vdorov ustvarila Punta delle Pietre neri v bližini Marina di Lesina, edine magmatske kamnine, ki so se pojavile v Apuliji.
Pred 12 in 2 milijona let so Apenini dobili končno obliko: v proces ustvarjanja tega gorovja je Apulija vpletena le obrobno, vendar še vedno trpi stranske učinke. V procesu orogeneze Apeninov pravzaprav skoraj vsa Apulija (razen gora Daunije) predstavlja predgorje, torej tisto celinsko gmoto, ki deluje kot ovira orogenetskemu potisu, ki prihaja iz druge mase. V tem obdobju nastane tudi tako imenovana fossa bradanica, proces sedimentacije pa poskrbi za nastanek mehkih apnencev, kot je tuf. Pred deset tisoč leti je bil Tavoliere dokončan z jezeroma Lesina in Lago di Varano.

### Demografija
Izseljevanje iz nerazvitih območij regije v severno Italijo in preostalo Evropo je bilo v letih med 1956 in 1971 zelo intenzivno. Kasneje se je trend zmanjšal, ko so se gospodarske razmere izboljšale, do točke, ko je bilo neto priseljevanja v letih med 1982 in 1982 1985. Od leta 1986 je stagnacija zaposlenosti povzročila novo inverzijo trenda, ki jo je povzročilo zmanjšanje priseljevanja.

## Zgodovina
Kot pričajo številne izkopanine, je bila Apulija gosto naseljena že v predzgodovini, predvsem okolica današnjega mesta Foggia. Prvi so jo kolonizirali mikenski Grki. Grki so regijo imenovali Iapygía (od tod 'Apulija') zaradi prisotnosti treh glavnih japigijskih plemen, ki so naseljevala Apulijo v 1. tisočletju pred našim štetjem; Davnijci na severu, Peuceti v središču in Mesapijci na jugu.
V Rimskem cesarstvu se je dežela obogatila, saj je preko njenih pristanišč potekala glavna trgovska pot do vzhoda.
Nekatere dele regij so osvojili muslimanski Saraceni, emirat Bari pa je za kratek čas ustanovil Mohammad Abul Abas s Sicilije.
Po padcu Bizantinskega cesarstva so bila prav pristanišča tarča Bizantincev, Langobardov in Frankov. Domačinom so tedaj nudili zavezništvo Normani, ki so sicer premagali nasprotnike, a pozneje zasegli vso deželo. Po zatonu normanske nadoblasti se je dežela razdrobila na med seboj sovražna mesta, ki jih je spet združil Friderik II. Kralj Sicilije in sveti rimski cesar Friderik II. je na tem območju zgradil številne gradove, vključno s Castel del Monte, ki se včasih imenuje "krona Apulije".
Apulija je bila avtonomna vojvodina do leta 1130, ko je njen vojvoda postal kralj Sicilije. Po letu 1282, ko je kraljestvo izgubilo otok Sicilijo sam, je Apulija ostala del preostanka Neapeljskega kraljestva (zmeda znana tudi kot Kraljevina Sicilija) in je ostala do združitve Italije leta 1861. To kraljestvo je bilo neodvisno pod Anžujsko rodbino od 1282 do 1442, nato je bila do leta 1458 del Aragonije, nato pa je bila do leta 1501 spet neodvisna pod kadetsko vejo hiše Trastámara. Zaradi francosko-španske vojne 1501–1504 je Neapelj spet je prišel pod oblast Aragonije in Španskega imperija od 1504 do 1714. Ko so barbarski pirati iz Severne Afrike leta 1554 izpraznili Vieste, so vzeli približno 7000 sužnjev. Obalo Apulije so včasih zasedli Turki, drugič pa Benečani.
Leta 1861 je regija postala del Kraljevine Italije. Zedinjenje z ostalo Italijo ni prineslo Apuliji blaginje. Pred plebiscitom (275.836 glasov za zedinjenje, 1988 glasov proti) je bila obljubljena porazdelitev državnih in cerkvenih posesti med prebivalce, a seveda se to ni zgodilo. Zato je prišlo do prave kmečke vstaje, ki se je zaključila z razlastitvijo nekaterih državnih in cerkvenih posesti. Jedro upornikov so bili lokalni razbojniki, ki so še iz časa prvih veleposestnikov "ščitili ljudstvo pred gospodarji" in ki še danes niso popolnoma izumrli. Toda novo stanje ni dosti pomagalo, ker je zemlja prišla v last neizkušenih ljudi, ki je niso znali ne upravljati ne obdelovati.
Leta 2002 sta 31.oktobra in 1. novembra zadela pokrajino dva potresna sunka osme stopnje Mercallijeve lestvice. Povzročila sta smrt 28 oseb in ogromno gmotno škodo.

## Gospodarstvo
Državni posegi so v preteklem stoletju na razne načine vplivali na zaostalo apulijsko gospodarstvo. Fašizem je skušal izboljšati zemljiške in trgovinske pogoje, zato je bila izvršena obširna bonifikacija in je bilo dograjeno pristanišče v Bariju. Republika je uvedla industrijski razvoj in predvsem socialne infrastrukture, kot na primer veliki apulijski vodovod. Osrednji predel Apulije, Tavoliere, je bil do dvajsetega stoletja pašnik za več kot štiri milijone ovac, a danes v vsej deželi ni več kot 800 tisoč glav drobnice. Vsled bonifikacije in modernejšega kmetovanja so se pašniki spremenili v žitna polja. V ostalih predelih Apulije se poleg žita pridelujejo povrtnine, predvsem pa oljka (50 milijonov dreves) in vinska trta, v okolici Barija mandeljni. Pomembna sta tudi ribolov in ribogojstvo: v samem Tarantu je zaposlenih več kot 1300 oseb pri gojenju klapavic (mytilus galloprovincialis).
Industrija se do zadnjih desetletij ni preveč obnesla; osredotočena je bila v Tarantu in Bariju brez zadostnih povezav z ostalimi predeli dežele, Šele proti koncu stoletja je dobila pravi zagon in je trenutno v pospešenem razvoju na raznih področjih. Istočasno se je ekonomija izredno razvila na terciarnem sektorju, predvsem s pristaniškimi uslugami in turizmom.

## Spomeniki in zanimivosti

### Kraji, ki so zanimivi za naravoslovce
Apulija ima 2 narodna parka (narodni park Gargano, ustanovljen leta 1991 in razširjen na 118 144 hektarjev, in narodni park Alta Murgia, ustanovljen leta 2006 in razširjen za 67 739), 3 morska zavarovana območja (Torre Guaceto, otoki Tremiti in Porto Cesareo), 11 regionalnih parkov, 17 državnih rezervatov in 7 regionalnih rezervatov. Poleg tega je bilo kot del projekta omrežja Natura 2000 predlaganih 75 območij, ki so pomembna za skupnos, in 16 posebnih varstvenih območij. Kljub prisotnosti različnih biotopov, kot so mokrišča (razširjena predvsem na jadranski strani), jame (primer so jame Castellana), grape, gozdovi, zavarovana območja ne presegajo 7 % regionalne površine; gozdnato območje zavzema 7,5 % regionalnega ozemlja, kar je najnižji odstotek v Italiji.

### Arheološka najdišča
Kljub velikemu pojavu razpršenosti in uničenja arheološke dediščine, ki je prizadela predvsem Salento, v Apuliji obstajajo številna arheološka najdišča, vključno z velikimi, včasih mednarodnega pomena, kot je kamnolom dinozavrov Altamura, odkrit leta 1999 in vsebuje okoli 30 000 dinozavrovih odtisov izpred 70-80 milijonov let. Tudi v Altamuri je bilo odkrito edino okostje Homo arcaicusa v Italiji (imenovanega Človek iz Altamure). Druga arheološka najdišča, raztresena po regiji, kažejo človeško prisotnost od kamene dobe naprej: med največjimi so antična mesta Canusium, Egnatia, Kane in Siponto, medtem ko nekropole, dolmeni, menhirji, ostanki konzularnih cest (Via Appia in Via Traiana) in druga manjša naselja.

### Religiozna arhitektura
Apulijska romanika, ki je svoj največji sijaj dosegla med 11. in prvo polovico 13. stoletja , je bila najneposrednejši predhodnik umetnosti, ki se je razvila na dvoru Friderika II. v 13. stoletju in ki je skozi gibanje umetnikov, kot je Nicola Pisano de Apulia, privedla do umetniške prenove, cepljene v Toskani in od tu po vsej Italiji. V verski arhitekturi so apulijske cerkve vključevale langobardske, pisanske, burgundske, orientalske in domače znake ter jih predelale po svojevrstni shemi. Med najzgodnejšimi in najbolj reprezentativnimi romanskimi stavbami je bazilika sv. Nikolaja v Bariju, začeta leta 1087 in dokončana proti koncu 12. stoletja. Drugi značilni primeri apulijske romanike so stolnice v Traniju, Troii, Ruvo di Puglia, Altamuri, Bitontu in bazilika Siponto v Manfredoniji. Precejšnjega zgodovinskega pomena je matična cerkev Santa Maria la Porta v Palo del Colle, zgrajena v 12. stoletju in preoblikovana po renesančnih kanonih leta 1500. Impozanten zvonik iz 14. stoletja s svojimi 50 metrov visokimi, z vrha katerega se odpira čudovit razgled na kraško planoto Murge in Jadransko morje.
Poleg romanskih spomenikov so pomembne tudi gotske značilnosti, kot so anžujska stolnica v Luceri, svetišče San Francesco Antonio Fasani v Luceri, bazilika San Francesco della Scarpa v Bitontu, bazilika svetega groba v Barletti in bazilika od sv. Katarine Aleksandrijske v Galatine.
Od konca 16. stoletja se je v duhu protireformacije do prve polovice 18. stoletja razširil leccejski barok, različica baroka. Ta umetniški tok se je razširil po vsej provinci Salento, ne le zaradi zgodovinskega konteksta, temveč tudi zaradi kakovosti lokalnega kamna; pietra leccese, mehak in kompakten apnenec s toplimi in zlatimi toni, primeren za delo  kamnosekom. Leccejski barok je prepoznaven po svojih svetlih dekoracijah, ki so značilne za premaze stavb. Sprva je ta slog vplival le na sakralne in plemenite stavbe (primeri so bazilika sv. Križa, Palazzo dei Celestini in papeška sostolnica bazilika Gallipoli), kasneje pa se je pojavila baročno razkošje, cvetlični motivi, figure, mitološke živali, frizi in grbi so zmagali tudi v zasebni arhitekturi. Baročna arhitektura je razkošna v Lecceju in v vseh občinah province, zlasti v Grecìa Salentina in v velikih središčih Salenta, kot so Gallipoli, Maglie, Nardò, Galatina in Martina Franca.
Zelo drugačna od leccejskega baroka in tesneje povezana s kulturo 18. stoletja, tako da je vodila v rokoko, je poznobaročna arhitektura Capitanate, ki je, čeprav kaže svoje glavne oblike, pod močnim neapeljskim vplivom, zlasti v sakralnih stavbah San Severo, Foggia in Lucera. V San Severu pa se neapeljski jezik združuje z langobardskim (uvozil ga je arhitekt Ambrosio Piazza), kar daje življenje rezultatom hlapne in praznične lahkotnosti linij in okraskov, kar je zelo očitno zlasti v prestižni benediktinski stavbi San Lorenzo, ki hrani tudi najnovejša marmorna dela Giuseppeja Sanmartina.
Končno, pomemben primer sodobne sakralne arhitekture v Pugli je cerkev Padre Pio v San Giovanni Rotondo, delo italijanskega arhitekta Renza Piana.

### Vojaška arhitektura
Tudi Apulija je doživela gradnjo gradu, zlasti v času vladavine Friderika II. Švabskega, ki je ustvaril pravo mrežo gradov.
Obstajajo številne vrste vojaške arhitekture, kot so protsaracenski obalni stolpi, obalni bunkerji iz druge svetovne vojne, grajski objekti in utrjena mesta (kot je Acaya). Med različnimi utrdbami po svoji posebnosti izstopa Castel del Monte, ki je od leta 1996 pod Unescovo dediščino.
Zgrajen v 13. stoletju po naročilu cesarja Friderika II., je značilen po nenavadnem osmerokotnem tlorisu; več kot prava trdnjava domneva, da je bil ta simbolično bogat dvorec pravzaprav cesarjev lovski dvorec, astronomski observatorij ali preprosto zaradi svoje simbolike tempelj umetnosti. V preostalem delu regije so druge velike vojaške strukture, zgrajene ali razširjene predvsem v času vladavine Friderika II., kot so švabsko-anžujska trdnjava Lucera, Castello Svevo v Bariju, Castello Svevo (Trani), Grad Barletta, Aragonski grad v Tarantu, Castello di Oria, Castello Svevo (Brindisi), Lecce, Grad v Otrantu in grad Gallipoli ter grad Manfredonia.

### Posvetna arhitektura
Simbol posvetne arhitekture Apulije so trullo, (truddrhj) stožčaste konstrukcije iz na suho zloženega kamna s streho, prekrito s chiancarelle (apnenčastimi ploščami), ki je bila leta 1996 razglašena za Unescovo dediščino, saj je njihova primitivna gradbena tehnika ostala nedotaknjena in popolnoma funkcionalna. Zlasti stožčasta kupola je oblikovana z razporeditvijo kamnov v koncentrične kroge, ki se dvigajo, zmanjšujejo premer in jih zapira krožni monolit, okrašen z vrhom. Območje največje koncentracije trullov je Valle d'Itria, ravno na ozemlju Alberobella (katerega zgodovinsko središče v celoti sestavljajo tovrstne stavbe), Ceglie Messapica, Cisternino, Locorotondo in Martina Franca. Zgodovinski dokumenti potrjujejo obstoj trullov kot edine vrste stanovanjske enote na tem območju od 16. stoletja. V preostalem delu regije (in zlasti v Salentu) obstajajo druge "suhe" kamnite stavbe, pajare, ki imajo za razliko od trullov v Alberobellu obliko prisekanega stožca, nimajo oken in so pokrite s kamnom. brez uporabe malte; verjetno tovrstne stavbe segajo v bronasto dobo. Posebno zanimiva je vas Casamassima, ki se za razliko od drugih belih apulijskih vasi imenuje "modro mesto". Pravzaprav so hiše, cerkve, spomeniki in zgodovinske stavbe prekrite z modrim apnom.